# Орєховська сільська рада
Орєховська сільська рада — (біл. Арэхаўскі сельсавет), адміністративно-територіальна одиниця в складі Оршанського району розташована в Вітебської області Білорусі. Адміністративний центр — Орєховськ, хоча як адміністративна одиниця це містечко не вважається складовою одиницею сільської ради й має свої автономні структури й підпорядковане району напряму.
Орєховська сільська рада зорганізована 8 квітня 2004 року і розташована на півночі Білорусі, у південній частині Вітебської області.
До складу сільради входять такі населені пункти:
- Брюхово (Брухава)
- Веретея (Верацея)
- Коробищі (Каробішчы)
- Краснобель (Краснабель)
- Рогозіно (Рагозіна)
- Холми (Халмы)